# Sound Retrieval System

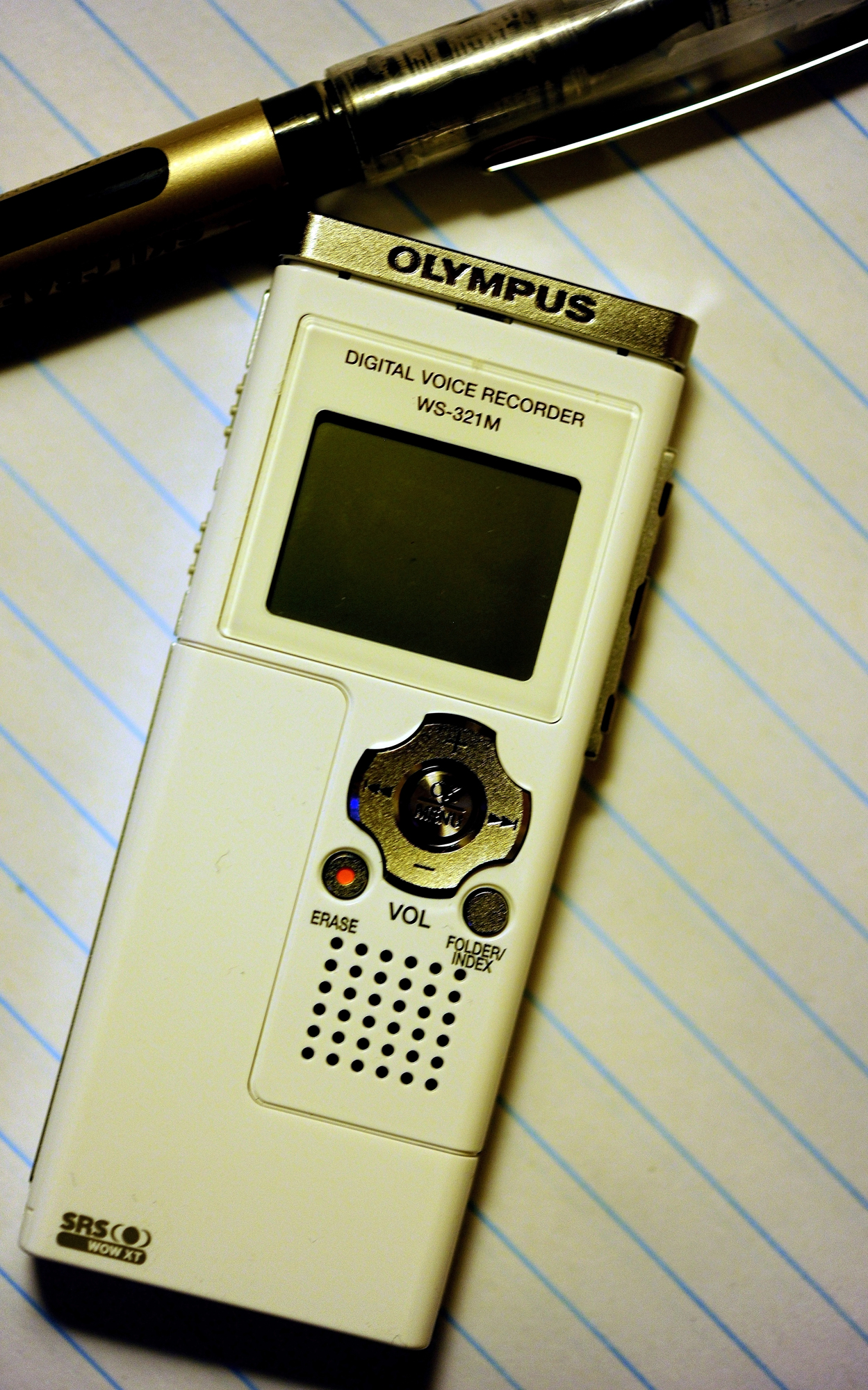
Olympus Digital Voice Recorder WS-321M mit SRS-WOW-XT-Technologie

Logo TruSurroundXT

Logo TruBass

Logo Dialog Clarity

Das Sound Retrieval System (SRS) ist eine proprietäre Technik psychoakustischer Audiosignalaufbereitung auf elektronischen Consumer-Geräten wie Fernsehern, Mobiltelefonen und Computern. Sie wurde entwickelt von der seinerzeitigen SRS Labs, Inc. mit Sitz in Santa Ana in Kalifornien und mit Übernahme durch die ebenfalls kalifornische DTS, Inc. im Jahre 2012 unter dem Markennamen SRS nicht mehr weitergeführt.
Das Konzept ist die psychoakustische Erweiterung der Stereobasis bei der Stereowiedergabe mit Lautsprechern und Kopfhörern sowie die Interpolation eines Surround Sounds aus dem Stereosignal zur mehrkanaligen Surround-Sound-Beschallung. Mit dem Feature WOW findet zunächst eine Expandierung insbesondere des Basssignals statt, um der akustischen Komprimierung aus der Produktion der Medien entgegenzuwirken und die Dynamik der originalen Schallquelle wiederherzustellen. Darüber hinaus bewirkt das Feature durch frequenzabhängige Phasenverschiebungen eine psychoakustische Erweiterung der Stereobasis in der Stereo-Wiedergabe mit zwei Lautsprechern. Mit dem Feature FOCUS (auch Dialog Clarity) erfolgt eine wirksame Hervorhebung des Mittensignals, um das akustische Loch zwischen den Lautsprechern zu kompensieren und die Präsenz insbesondere punktueller Schallquellen wie solistische Musiker wiederherzustellen. Im Praxistest kommt dieses Feature faktisch einem Centerlautsprecher eines Mehrkanalsystems gleich. Mit dem Feature TruBass werden den Bässen Obertöne zugesetzt, die – entsprechend einer Registrierungspraxis bei Kirchenorgeln – psychoakustische Untertöne generieren, die vom Lautsprechersystem selbst nicht produziert werden könnten. Siehe auch Residualton. Das Feature TruSurround vereint vorstehende Features und bedient sich hierfür der Gesetzmäßigkeiten der Außenohrübertragungsfunktionen: Durch weitergehende Eingriffe in die Phasenlage des Stereosignals mittels Laufzeitdifferenzen als auch die Erzeugung interauraler Pegeldifferenzen mittels Manipulation der richtungsbestimmenden Frequenzbänder resultieren Phantomschallquellen hinter dem Kopf. Das Feature Circle Surround schließlich interpoliert das Stereosignal zur Wiedergabe auf einem 5.1- oder 7.1-Mehrkanal-System. Im Praxistest zeigt sich bei bedachter Einstellung der Parameter über die Software SRS Audio Essentials oder SRS HD Audio Lab eine erhebliche klangliche Aufwertung minderwertiger Consumer-Boxen, deren Qualität material- und konstruktionsbedingt von ausgeprägten Resonanzen und nasalen Frequenzbuckeln gezeichnet ist. Das Programm SRS Audio Essentials bietet mit dem Feature Truvolume – im Gegensatz zu dem Programm SRS HD Audio Lab – zusätzlich eine starke akustische Kompandierung des Audiosignals zur automatischen Angleichung von Pegelunterschieden innerhalb einer Audiodatei.
Die genannte Software erfreut sich im Netz nach wie vor großer Beliebtheit und wird weiträumig zum Download angeboten. Beide Programme installieren unter Windows den Dienst SRS HDAudio Lab Service und binden ein virtuelles SRS-Audiogerät ein. Die Software wurde auch als Decoder für SRS-codiertes, dynamisches Microsoft Smooth Streaming in 5.1 Surround Sound für den Microsoft-Silverlight-Client angewandt. SRS 5.1 für Silverlight kann jedoch im Praxistest auf dem Betriebssystem Windows 7 weder über die Software SRS Audio Essentials noch über SRS HD Audio Lab korrekt decodiert werden, da das ins System eingebundene virtuelle SRS-Audiogerät nicht in der Lage ist, aktuelle Treiber der Soundkarten anzusprechen und den decodierten Stream den Surroundkanälen zuzuordnen. SRS 5.1 für Silverlight findet auch deswegen keine Anwendung mehr, da das Silverlight-NPAPI-Plugin zunehmend keine Unterstützung mehr erfährt und der Verkauf und die Weiterentwicklung des Microsoft Expression Encoder 4 Pro als Encoder für Microsoft Smooth Streaming mit Silverlight-Client eingestellt wurden.
Das psychoakustische Konzept wird nunmehr von DTS weiterentwickelt und unter den Markennamen DTS:X und Headphone:X geführt.

## Anwendungsbeispiele
- Windows Media Player seit Version 7.0
- SRS Audio Sandbox
- Bluetooth-Lautsprecher Sony SRS-BT100
- Reiselautsprecher Sony SRS-T33
- HTC Desire HD
- HTC Desire S
- HTC Sensation
- HTC HD7
- HTC 7 Mozart
- HTC 7 Trophy
- TrekStor i.beat organix 2.0
- IBM ThinkPad 770
- LG P1 PRO Express Dual
- Alcatel OneTouch 997D